# Eduardo Rothe
Eduardo Rothe, también conocido como "Profesor Lupa" es un filósofo y periodista venezolano, militante de izquierda, antiguo miembro de la Internacional situacionista. Hizo parte del equipo de un ministro del gobierno de Hugo Chávez.

## Biografía
Eduardo Rothe empieza a militar a los quince años en el seno del Partido comunista venezolano y después en el M.I.R. (Movimiento de la izquierda revolucionaria). Más tarde entra en relación con Marc Chirik, un militante comunista de izquierdas de origen ruso emigrado en Venezuela que anima el grupo Internacionalismo. Después de participar en el C.M.D.O. (Consejo por el mantenimiento de las ocupaciones) durante la revuelta de Mayo 68 en Francia, se convierte en miembro de la Internacional situacionista y se une a la recién creada sección italiana en Milán en enero de 1969 de la cual forman parte Gianfranco Sanguinetti, Claudio Pavan y Paolo Salvadori, y participa en la agitación social que sacude el país. Junto a Puni Cesoni, un camarada italiano, redacta bajo el título Il reichstag brucia ? (¿ Arde el Reichstag ?) un panfleto que denuncia la provocación estatal del atentado de la Piazza Fontana. La Internacional situacionista es la única organización, junto a Ludd-Consigli Proletari, que denuncia desde el primer momento este primer acto de terrorismo de Estado que se convertirá en algo recurrente en la Italia de los años 1970.
En abril de 1970, Rothe es excluido de la Internacional situacionista pero continúa sus actividades subversivas en Italia y Portugal.
En los años 1990, se convierte en colaborador a sueldo del ministro chavista de la información de Venezuela Andrés Izarra.